# Hubzilla
Hubzilla est un système de réseau social distribué et sous forme de logiciel libre sous licence MIT, basé sur les protocoles Zot. Il fournit blog, wiki, agenda, et cloud avec accès WebDAV, pour partager les fichiers, gestion fine par ACL des objets, forum communautaire et salon de discussion. Il peut se connecter à Diaspora* et au Fediverse, via le protocole ActivityPub, avec l'ajout du plugin, PubCrawl, inclus dans les add-ons de base. Il réunit les fonctionnalités de Friendica, Peertube et NextCloud.
Les serveurs y sont organisés en hub, répliquant les données entre les différents nœuds du hub, afin d'assurer une certaine résilience. Les différents hubs sont également connectés entre eux pour des échanges à plus large échelle. L'utilisateur enregistré peut se connecter via n'importe quelle instance du réseau,.
Une application pour Android, nommée Nomad, et disponible sur Fdroid, permet de s'y connecter depuis un smartphone.
Le projet s'appelait autrefois RedMatrix et a commencé par un fork de Friendica. Il est hébergé sur l'instance Gitlab de Framasoft et est développé en langage de script PHP et utilise la base de données MySQL, en mode UTF8mb4, afin de supporter toutes les langues et les émoticons. Il est prévu pour fonctionner sur une pile de type LAMP.
Le service supporte le BBcode et depuis la version 4.6, l'intégration de SVG en ligne.
L'édition des pages web, supporte l'édition avec les syntaxes BBcode, HTML, Markdown, texte et la mise en page Comanche (un langage de description similaire à BBcode, utilisé pour la mise en page de Hubzilla,).
En juillet 2020, le Fediverse comptait 98 instances publiques de Hubzilla, soit un peu moins de 2 % des instances du Fediverse.